# Sports Emmy Awards
O Sports Emmy Award é concedido pela Academia Nacional de Artes e Ciências Televisivas as principais realizações e personalidades esportivas na televisão americana durante o ano.

## História
O primeiro Emmy para "Melhor Cobertura Esportiva" foi entregue na segunda cerimônia anual Primetime Emmy Awards, em 1950, onde a KTLA, uma emissora de televisão local em Los Angeles, ganhou o prêmio de melhor cobertura de luta profissional. No ano seguinte, uma outra rede sediada em Los Angeles, a KNBC, ganhou um Emmy por sua cobertura da equipe de futebol americano, Los Angeles Rams. Na sétima edição do Primetime Emmy Award em 1955, a NBC tornou-se a primeira grande rede a vencer um prêmio Sports Emmy por sua série Gillette Cavalcade of Sports.